# Maillé (Wandea)
Maillé – miejscowość i gmina we Francji, w regionie Kraj Loary, w departamencie Wandea.
Według danych na rok 1990 gminę zamieszkiwały 734 osoby, a gęstość zaludnienia wynosiła 42 osoby/km² (wśród 1504 gmin Kraju Loary Maillé plasuje się na 706. miejscu pod względem liczby ludności, natomiast pod względem powierzchni na miejscu 670.).